# 渡部陸太
渡部 陸太（わたなべ りくた、1995年7月9日 - ）は、北海道札幌市出身のスキージャンプ選手である。東京美装グループスキー部に所属する。

## 経歴
自宅がジャンプ台に近かったため、大倉山小学校よりスキージャンプを始める。
宮の森中学校より札幌日大高校に進学、高校3年時の2013/14シーズンからジュニア指定強化選手となる。この年のFISカップルシュノヴ大会に出場し、第1戦19位、第2戦5位でFISポイントを獲得、翌年1月のコンチネンタルカップ札幌大会に出場するが、ポイントを獲得できなかった。
2014年4月、日本大学に入学する。2014/15シーズンはコンチネンタルカップ札幌大会を含む4戦に出場するが、いずれもポイントを獲得できなかった。ジュニア世界選手権アルマトイ大会では団体6位のメンバーとなった。帰国後、国体成年A組で優勝した。
2015/16シーズンは、全日本学生スキー選手権大会男子1部で優勝した。
2016/17シーズンは、カザフスタン・アルマトイで行われたユニバーシアードに出場し、個人ノーマルヒル30位となる。
2018年4月、東京美装に入社する。2019/20シーズンはルーマニアで行われたFISカップルシュノヴ大会でポイントを獲得し、同地で直後に行われたコンチネンタルカップでも24位、22位となりポイントを獲得した。翌年のワールドカップ札幌大会国内枠出場をかけたコンチネンタル札幌2連戦では上位に食い込めず、ワールドカップ出場を逃した。
2020/21シーズンは、コロナ禍のため国内戦となったHTB杯で社会人初優勝を果たし、そこから大倉山での試合を3連勝するなど、好成績を収めた。
2021/22シーズンは、サマーグランプリに初出場しポイントを獲得した。冬季の国内戦では2勝した。

## 主な成績

### ジュニア世界選手権
- 2015年アルマトイ大会（ カザフスタン）
  - 男子団体 6位 (佐藤幸椰、小林陵侑、渡部陸太、伊藤将充)

### サマーグランプリ
- 最高順位 12位 (2022シーズンまで)

| シーズン | 順位 | ポイント |
| -------- | ---- | -------- |
| 2021     | 40.  | 46       |
| 2022     | 66.  | 9        |

### コンチネンタルカップ
- 最高順位 14位（2024/25シーズンまで）

| シーズン | 夏   | 夏       | 冬    | 冬       | 通算  | 通算     |
| シーズン | 順位 | ポイント | 順位  | ポイント | 順位  | ポイント |
| -------- | ---- | -------- | ----- | -------- | ----- | -------- |
| 2013/14  | –    | –        | –     | 000      | –     | 000      |
| 2014/15  | –    | –        | –     | 000      | –     | 000      |
| 2019/20  | 096. | 0016     | –     | 000      | 0129. | 0016     |
| 2021/22  | 068. | 0025     | 083.  | 0021     | 087.  | 0046     |
| 2022/23  | –    | –        | 076.  | 0024     | 090.  | 0024     |
| 2024/25  | –    | –        | 0100. | 003      | 0119. | 003      |

### ユニバーシアード
- 2017年アルマトイ大会（ カザフスタン）
  - 個人ノーマルヒル 30位
  - 混合団体ノーマルヒル オープン参加

### 国内大会
- 2015年
  - 第70回国民体育大会冬季大会スキー競技会成年A組 優勝
- 2016年
  - 第89回全日本学生スキー選手権大会男子1部 優勝
- 2021年
  - 第48回HTBカップスキージャンプ競技大会 優勝
  - 第62回雪印メグミルク杯全日本ジャンプ大会成年組 優勝
  - 第32回TVh杯ジャンプ大会 優勝
- 2022年
  - 第50回札幌オリンピック記念スキージャンプ競技大会男子組 優勝
  - 第93回宮様スキー大会国際競技会ノーマルヒル成年組 優勝